# Duck River (vattendrag i Australien, New South Wales)
Duck River är ett vattendrag i Australien. Det ligger i delstaten New South Wales, i den sydöstra delen av landet, omkring 15 kilometer väster om delstatshuvudstaden Sydney.
Runt Duck River är det i huvudsak tätbebyggt. Runt Duck River är det mycket tätbefolkat, med 1 819 invånare per kvadratkilometer. Genomsnittlig årsnederbörd är 1 380 millimeter. Den regnigaste månaden är februari, med i genomsnitt 200 mm nederbörd, och den torraste är juli, med 36 mm nederbörd.